# Dysdera daghestanica
Espèce
Dysdera daghestanica est une espèce d'araignées aranéomorphes de la famille des Dysderidae.

## Distribution
Cette espèce est endémique du Daghestan en Russie,.

## Étymologie
Son nom d'espèce lui a été donné en référence au lieu de sa découverte, le Daghestan.

## Publication originale
- Dunin, 1991 : New spider species of genus Dysdera from the Caucasus (Aranei, Haplogynae, Dysderidae). Zoologicheskij Zhurnal, vol. 70, no 8, p. 90-98.